# Geophilomorpha
Geophilomorpha zijn een orde van duizendpoten (Chilopoda).

## Taxonomie
De volgende families zijn bij de orde ingedeeld:
- Himantariidae
- Mecistocephalidae
- Oryidae
- Schendylidae
- Neogeophilidae
- Geophilidae
- Zelanophilidae
- Gonibregmatidae
- Linotaeniidae